# Домрачёв, Иван Владимирович
Ива́н Влади́мирович Домрачёв (26 октября 1889 — 28 апреля 1960) — российский советский хирург, доктор медицинских наук, профессор, Заслуженный деятель науки РСФСР.

## Биография
Иван Домрачёв родился 26 октября 1889 года в селе Аджим Малмыжского уезда Вятской губернии в семье священника. В 1908 году окончил 2-ю Казанскую мужскую гимназию с серебряной медалью. В 1913 году окончил медицинский факультет Казанского университета со званием лекаря с отличием. Был помощником прозектора при кафедре анатомии у профессора В. Н. Тонкова и экстерном кафедры общей хирургии у профессора А. В. Вишневского. После начала Первой мировой войны был полковым врачом в Русской армии, в 1915 году был переведён на должность заведующего хирургическим отделением Казанского окружного военного госпиталя. Продолжил заниматься научной деятельностью под руководством А. В. Вишневского, учился в ординатуре госпитальной хирургической клиники медицинского факультета Казанского университета. После начала Гражданской войны работал главным врачом и хирургом полевого подвижного госпиталя в Красной Армии.
В 1921 году вернулся в Казань. После окончания клинической ординатуры был избран ассистентом хирургической клиники А. В. Вишневского. В 1926 году защитил диссертацию на тему «Секреторная иннервация предстательной железы». В 1934 году получил звание доцента, а в 1936 году — звание профессора. Заведовал клиникой факультетской и госпитальной хирургии педиатрического факультета Казанского медицинского института, организованной им на базе 3-й городской больницы («Плетеневской»). В годы Великой Отечественной войны работал консультантом-хирургом эвакуационных госпиталей Казани.
Принимал участие в научном обосновании и развитии местной инфильтрационной анестезии, учения о новокаиновой блокаде, являлся автором нового метода стерилизации кетгута. Автор более 50 научных работ, большей частью посвящённые местной анастезии. Его труды «Местная инфильтрационная анестезия при оперативном лечении фибром оснований черепа», «К вопросу об оперативном лечении рака толстого кишечника», «Отдалённые результаты оперативного лечения рака грудной железы под местной анестезией» оказали большое влияние на изучение эффективности местного обезболивания. Домрачёв также уделял внимание новокаиновому блоку, проблеме язвенной болезни желудка и двенадцатиперстной кишки.
Занимался научно-педагогической деятельностью. Выполнил более 30 тысяч операций. Среди его учеников академик и генерал-полковник медицинской службы А. А. Вишневский (старший), заведующий хирургическим отделением Кремлёвской больницы профессор Д. Ф. Благовидов, главный врач республиканской больницы № 2 Н. И. Чугунов, начальник медицинской службы армии Северо-Западного фронта доктор медицинских наук В. И. Михайлов и другие.
27 апреля 1960 года проводил в клинике тяжёлую операцию, и почувствовал себя плохо. Скончался на следующий день — 28 апреля 1960 года. Похоронен на Арском кладбище Казани.
Через год после смерти Домрачёва его имя было присвоено 3-й городской больнице (ныне Вертеброневрологический центр РКБ восстановительного лечения). В 2011 году в честь него и его супруги получила название улица Домрачёвых в казанском коттеджном посёлке «Казанская усадьба».

## Семья
- Жена. Евгения Алексеевна Домрачёва родилась в 1891 году в Вятских Полянах. Будучи студенткой зубоврачебной школы доктора Рясенцева познакомилась с Иваном Домрачёвым, и в 1911 году они поженились. Работала врачом-стоматологом, ассистентом на кафедре хирургической стоматологии в казанском ГИДУВе, педиатром в школьной амбулатории. В 1933 году окончила Казанский университет. Была одним из лучших хирургов челюстно-лицевого госпиталя, созданного в Казани во время Великой Отечественной войны[2].
- Сын. Владимир Иванович Домрачёв (род. 1914) — выпускник КАИ, доцент кафедры ракетных двигателей[5].
- Дочь. Надежда Ивановна Копылова (род. 1921) — хирург, ассистент кафедры нормальной анатомии КГМИ[5].

## Награды
- Орден Ленина[3]
- 2 ордена Трудового Красного Знамени[3]
- Медаль «За победу над Германией»[3]
- Медаль «За доблестный труд в Великой Отечественной войне»[3]
- Заслуженный деятель науки РСФСР (1940)[3]